# Blade: Trinity
Blade: Trinity is een horror/actiefilm uit 2004, geschreven en geregisseerd door David S. Goyer. De film is de derde film in de Blade-trilogie, gebaseerd op het Marvel Comics personage Blade. De vorige twee films, Blade en Blade II werden eveneens geschreven door David S. Goyer.
De rol van Blade werd ook in deze film vertolkt door Wesley Snipes. Het woord “trinity”, dat letterlijk vertaald Drie-eenheid betekent, slaat op de drie-eenheid tussen Blade, Hannibal King en Abigail Whistler in de film. Het verhaal in de film vormde de basis voor Blade: The Series.

## Verhaal
De vampieren slagen erin om Blade te laten beschuldigen van moord op meerdere mensen. Deze mensen waren in werkelijkheid familiars (dienaren van vampiers), die als aas werden gebruikt. Blade is nu echter publiekelijk bekend en berucht, en staat op de gezochtlijst van de FBI. Hij is hierdoor gedwongen samen te werken met de Nightstalkers, een menselijke clan van vampierjagers. Blade, Hannibal King en Abigail Whistler jagen gezamenlijk op Danica Talos, een vampier die erin is geslaagd om Dracula op te sporen en weer tot leven te brengen. Dracula, ook bekend als Drake, is de sterkste vampier die er is. Hij kan ook veranderen in een demonisch wezen gelijk aan de Reapers (de speciale vampieren uit de vorige film). Om hem te stoppen moet Blade een virus genaamd “Daystar” loslaten dat alle vampieren zal infecteren en vernietigen, maar hij heeft slechts een kans om dit te doen.
In een wanhopig gevecht met Drake laat Abby het virus vrij en doodt Drake en alle vampieren in zijn directe omgeving.
Voor de film werden verschillende eindes gefilmd:
- Theatraal einde (Theatrical ending): Omdat Blade eervol vocht gunt Drake hem een “afscheidskado”. Hij verandert kort voor hij sterft zijn lichaam in een dubbelganger van Blade. De FBI vindt Drakes lichaam en denkt dat ze Blade hebben gevonden. Daarom geven ze hun jacht op hem op. Later in het mortuarium verandert Drakes lichaam weer naar zijn oude vorm. De film eindigt met Blade die wegrijdt in de nacht om zijn oorlog tegen vampieren voort te zetten. Dit einde was te zien in de bioscoopversie van de film.
- Director's Cut einde: De FBI-agenten vinden Blades lichaam, maar Blade is nog niet dood. Later in het mortuarium staat hij plotseling op en valt de agenten die aanwezig zijn aan. Vervolgens lijkt hij zich klaar te maken om een zuster in de nek te bijten. Dit einde is nogal ambigu aangezien het niet duidelijk is of Blade zijn menselijkheid behoudt, of toegeeft aan zijn vampierinstincten en de nieuwe vampier Messias wordt zoals Drake voorspelde. Dit einde is te zien in de director's cut van de film. Commentaar op de dvd maakt duidelijk dat dit het einde is dat Goyer in gedachten had.
- Weerwolfeinde: Het Daystar-virus verspreidt zich over de wereld en doodt alle vampieren. Blade wandelt de zonsondergang tegemoet nu zijn lange strijd eindelijk voorbij is. In de laatste scène bevechten de Nightstalkers een nieuwe vijand, weerwolven. Deze versie van het einde werd gebruikt in de boekversie van de film, en is ook op de dvd te zien als een extra scène. Voor de film zelf werd de scène echter afgekeurd vanwege de gelijkenis met de vampieren vs. weerwolvenfilm Underworld.

## Rolverdeling
| Acteur               | Personage             | Opmerkingen             |
| -------------------- | --------------------- | ----------------------- |
| Wesley Snipes        | Blade                 |                         |
| Kris Kristofferson   | Abraham Whistler      |                         |
| Ryan Reynolds        | Hannibal King         |                         |
| Jessica Biel         | Abigail Whistler      |                         |
| Parker Posey         | Danica Talos          |                         |
| Cascy Beddow         | Flick                 |                         |
| Dominic Purcell      | Graaf Dracula/Drake   |                         |
| Callum Keith Rennie  | Asher                 |                         |
| Paul Anthony         | Wolfe                 |                         |
| John Ashker          | Campbell              |                         |
| Mark Berry           | Chief Martin Vreede   |                         |
| Eric Bogosian        | Bentley Tittle        |                         |
| Steve Braun          | FBI-agent Wilson Hale |                         |
| Michel Cook          | SWAT-lid              |                         |
| Scott Heindl         | Gedge                 |                         |
| John Michael Higgins | Dr. Edgar Vance       |                         |
| Triple H             | Jarko Grimwood        | (Paul Michael Levesque) |
| Natasha Lyonne       | Sommerfield           |                         |
| Patton Oswalt        | Hedges                |                         |
| Haili Page           | Zoe                   |                         |
| James Remar          | Ray Cumberland        |                         |
| Ron Selmour          | Dex                   |                         |
| Françoise Yip        | Virago                |                         |

## Trivia
- De Internationale hulptaal Esperanto wordt in de film meerdere malen gebruikt, waaronder op een aantal straatborden.
- Gedurende de film worden opvallend veel Apple-computers gebruikt als sluikreclame.
- Een strip van Marvel Comics-serie Tomb of Dracula is te zien in de film. Dit is de stripserie waarin Blade, Deacon Frost en Hannibal King werden geïntroduceerd.
- Abigail Whistler van de Nightstalkers is gebaseerd op het Marvel-personage Rachel van Helsing, dat in de strips lid is van de Nightstalkers. De reden dat niet Rachel zelf werd gebruikt was omdat rond dezelfde tijd ook de film Van Helsing uitkwam.
- De openingsscène van deze film zou eigenlijk al gebruikt worden in de vorige film, Blade II. Dit ging toen niet door vanwege een te beperkt budget.
- In de scène waarin Hedges (Patton Oswalt) wordt geïntroduceerd, draagt hij een Fantastic Four-T-shirt.
- David Goyer had deze sequel gepland als basis voor een Nightstalkers-film.
- Oorspronkelijk zou de film zich afspelen in een wereld geregeerd door vampieren. Vanwege een te beperkt budget moest dit plan worden opgegeven.
- Blades bekende seruminjecties, die hij gebruikt om zijn bloedlust onder controle te houden, werden in de film weggelaten. In plaats daarvan gebruikt hij een seruminhaler.